# Mona de Grenoble
Mona de Grenoble, de son vrai nom Alexandre Aussant, est un drag queen et humoriste actif depuis 2010, ainsi qu'un personnage important de la scène culturelle LGBTQ+ du Québec. Originaire de Saint-Jean-sur-Richelieu, celui-ci performe dans un style camp, priorisant le stand-up plutôt que la danse ou le lip-sync.

## Biographie
Bien que Mona de Grenoble commence l'art du drag dès 2010, c'est à partir de 2019 qu'elle commence à se faire connaître du grand public grâce à Provocante ! Comédie Club, une soirée d'humour qu'elle présente au Cabaret Mado. Celle-ci se démarque alors par son style unique et un personnage de « matante sur le party ».
En 2021, elle est finaliste de la deuxième saison de Le prochain stand-up, émission dédiée à la relève de l'humour québécoise. En 2023, elle remporte la troisième saison de Big Brother Célébrités.
En mars 2024, Aussant gagne le Prix Olivier de la découverte de l'année.

En novembre 2024, celle-ci entame sa première tournée de one-woman-show, qu'elle surnomme « One-Mona-Show », intitulée De la poudre aux yeux. Les auteurs Virginie Chauvette, Olivier Guindon, Michel Sigouin et LeLouis Courchesne travaillent avec l'humoriste sur la rédaction des textes. Quant à lui, Vincent Léonard du groupe Les Denis Drolet, assure la mise en scène. Tel que l'explique Raphaël Gandron-Martin, à propos du spectacle: 
Dans toute la panoplie de spectacles de stand-up proposés au Québec ces temps-ci, celui de Mona de Grenoble se démarque par sa couleur, son originalité, sa livraison et ses propos assumés. Du stand-up différent qui fait lever le party.
Dominic Tardif, du quotidien La Presse, précise, quant à lui, que la fin du spectacle est « l'un des meilleurs cinq minutes d’humour de 2024 ».
En mars 2025, elle remporte l'Olivier de l'année, prix décerné à l'humoriste de l'année, tel que voté par le public.

## Participations à des téléréalités

### Big Brother Célébrités (Saison 3)
En 2023, Mona de Grenoble remporte la troisième saison de Big Brother Célébrités, l'adaptation franco-canadienne de Big Brother, ce qui lui permet de toucher au grand prix de 100 000 $ dont 25 000 $ ont été remis à l'organisme Interligne.

### LOL: Qui rira le dernier?
Dans la troisième saison de LOL : Qui rira le dernier ?, l’adaptation franco-canadienne de Last One Laughing produite par Amazon Prime Video, Mona De Grenoble (Alexandre Aussant) fait partie des candidats.